# Dick van der Zaag
Dirk Jan (Dick) van der Zaag (Grijpskerk, 23 december 1945) is een Nederlands politicus van de ARP en later het CDA.
Na de hbs heeft hij aan de universiteit economie gestudeerd. In 1970 werd hij docent economie en wiskunde en vanaf 1974 was Van der Zaag stafmedewerker van het Drents Economisch-Technologisch Instituut (DETI) in Assen. In dat laatste jaar was hij tevens gemeenteraadslid in Groningen.
Van 1977 tot 1984 was Van der Zaag burgemeester van de Groningse gemeente Zuidhorn. Daarna was hij burgemeester van de Twentse gemeente Vriezenveen en sinds mei 1993 burgemeester van Goes. Op 1 december 2010 ging Van der Zaag met pensioen.